# Apiopterina
Apiopterina es un género de foraminífero bentónico de estatus incierto, aunque considerado un sinónimo posterior de Globulina de la subfamilia Polymorphininae, de la familia Polymorphinidae, de la superfamilia Polymorphinoidea, del suborden Lagenina y del orden Lagenida. Su especie-tipo era Apiopterina dorbignyi. Su rango cronoestratigráfico abarcaba desde el Cretácico superior hasta la Actualidad.

## Discusión
Clasificaciones previas incluían Apiopterina en la superfamilia Nodosarioidea.

## Clasificación
Apiopterina incluía a las siguientes especies:
- Apiopterina angusta
- Apiopterina extensa
- Apiopterina orbignyi